# Gabriel Milito
Gabriel Alejandro Milito (Quilmes, Buenos Aires, Argentina, 7 de septiembre de 1980) es un exfutbolista y entrenador argentino. Jugaba como defensor central y su último club fue Club Atlético Independiente. Actualmente dirige a las Chivas de Guadalajara.
Hizo todas las inferiores y nació futbolísticamente en Independiente, club que marcó su carrera y el cual le permitió ser citado por la selección Argentina en varias oportunidades. Fue campeón del Torneo Apertura 2002 y se convirtió en el último ídolo de la institución de Avellaneda por su trayectoria. Además logró obtener la cinta de capitán a la edad de 20 años, transformándose en el capitán más joven de la historia del club. En total en el "Rojo" jugó 8 años, entre 1997-2003 y 2011-2012.
Su excelente inicio como jugador le permitió emigrar a España, en una primera etapa como jugador del Real Zaragoza y luego en el F. C. Barcelona, donde fue multicampeón de la Liga española y la Liga de Campeones de la UEFA con el equipo catalán, además fue compañero y amigo de Lionel Messi.
Es hermano de Diego Milito, exjugador de Racing (clásico rival de Independiente) y primo del futbolista Fernando Elizari, que juega en Defensor Sporting.
Como entrenador se inició en 2015, en el equipo Estudiantes de La Plata. Luego en 2016 dirigiría al primer equipo de Independiente, en la Primera División de Argentina. El 9 de agosto de 2017 se confirma su llegada a O'Higgins club de la Primera División de Chile. En 2019 regresaría al fútbol argentino para volver a dirigir en Estudiantes de La Plata. En enero de 2021 se convirtió en el nuevo director técnico de Argentinos Juniors, puesto que ha dejado en 2023.

## Carrera como jugador

### Independiente (1997-2003)
Jugó en las divisiones inferiores de Independiente hasta 1997, año en el cual pasaría a ser parte de la primera plantilla. Su debut en la Primera de Independiente fue a los 17 años, el 21 de diciembre de 1997. Ingresó por Guillermo Daniel Ríos en la victoria 2-0 a Ferro en Avellaneda. El DT que lo hizo debutar Jorge Gordillo.
A los 18, Gaby jugó el Sudamericano Sub-20 de 1999, el cual fue ganado; en este mismo año ya empezaron a caer sondeos por parte del Olympique de Marsella, pero el Mariscal dijo "Yo sólo me voy a ir cuando salga campeón" (objetivo que logró 3 años después).
Las principales virtudes que poseía "Gaby" eran su capacidad de marca, su velocidad, y su gran técnica, lo que le permitía también atacar.
Por esas razones lo apodaron "El Mariscal" en comparación a Roberto Perfumo. Debido a su fuerte personalidad siendo tan joven, le otorgaron la cinta de capitán con tan solo 20 años.
Una grave lesión (problemas en el ligamento cruzado anterior de la rodilla derecha) lo alejo durante largo tiempo de la cancha de Independiente. Volvió en marzo de 2001 y al poco tiempo se lesionó nuevamente en la rodilla derecha. Pero cuando volvió, la cosa cambió y mucho. De la mano de Américo “Tolo” Gallego, y un conjunto de grandes jugadores, el “Gaby” se consagró compeón del Torneo Apertura 2002 siendo el capitán del mismo. Figura indiscutible en la Doble Visera, llevó desde atrás a una institución golpeada a gritar un título después de muchos años.
Con 137 partidos con el “Diablo” y un título, Milito dejó el club.

### Real Zaragoza (2003-07)
En el año 2003, fichó por Real Zaragoza, después de que el Real Madrid lo descartara por unos problemas físicos en la rodilla. En el conjunto "maño" jugó cuatro temporadas rindiendo a un nivel altísimo, disputando todos los partidos de Liga y Copa del Rey en esos años. Llegó a ser un gran líder, siendo un icono también para la afición blanquilla que aún sigue recordando su gran etapa. Logró coronarse campeón con Zaragoza de una Copa del Rey ganada precisamente al Real Madrid por 3 goles a 2 y una Supercopa de España ganada al Valencia CF. Llegó a compartir equipo con su hermano Diego.

### F. C. Barcelona (2007-11)

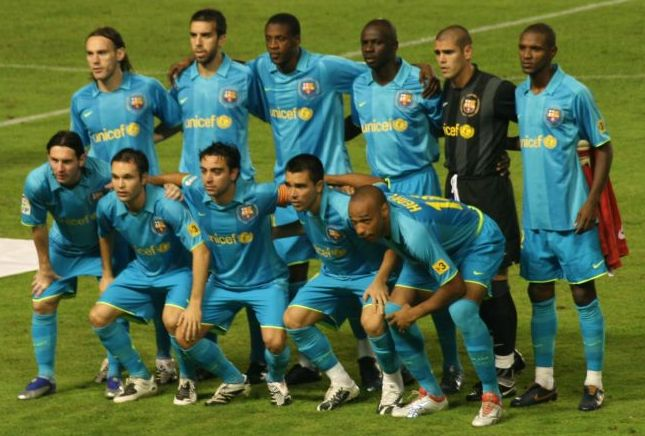
Milito en el F. C. Barcelona (2007).

En el 2007 fichó por F. C. Barcelona por 20,5 millones de euros por 4 temporadas y una cláusula de rescisión de 90 millones de euros. El 19 de julio de 2007 pasó la revisión médica satisfactoriamente y posteriormente fue presentado con el dorsal 12, aunque finalmente se le otorgó el número 3 al inicio de la temporada 2007-2008. Debutó con el club azulgrana el día 15 de agosto de 2007 ante el Bayern de Múnich. Salió en la segunda parte para suplir a Lilian Thuram y el partido lo ganó el Barcelona por un gol.
En su primera temporada en el club catalán fue uno de los futbolistas más utilizados por el entrenador Frank Rijkaard (26 partidos de titular en Liga), pero el Barcelona no ganó ningún título. El 29 de abril de 2008, en un partido contra el Manchester United en la Liga de Campeones, Milito se volvió a lesionar gravemente la rodilla derecha, con un pronóstico de como mínimo entre 6 y 12 meses de baja. La operación del argentino fue complicada, porque tuvo que ser intervenido en ambas rodillas para extraer de la izquierda un trozo del tendón rotuliano para insertarlo al derecho, el dañado. Para la temporada 2008-2009 cambió el dorsal número 3 que llevaba en la temporada 2007-2008 por el dorsal 18. El 26 de febrero de 2009, Gabriel volvió a entrenar con sus compañeros. Pero, como la operación del 13 de mayo de 2008 no acabó con sus problemas, el 6 de junio de 2009, tras trece meses de baja, cuando el diagnóstico inicial era de seis, el jugador tuvo que ser sometido a una nueva artroscopia en la rodilla derecha con el objetivo de solucionar los problemas que arrastraba, en sus ligamentos, lo que hizo que el período de su lesión se prolongara. Finalmente, gracias a personalidades como el doctor Ramón Cugat, Gabi Milito pudo volver a jugar un partido con el Barça el 18 de noviembre de 2010, después de 569 días arrastrando molestias o recuperándose. El partido fue un amistoso ante el Club Bolívar (un club boliviano de la ciudad de La Paz). Sin embargo, no volvió a tener la participación de su primera temporada en el equipo.

### Vuelta y retiro en Independiente (2011-12)
Pese a que le quedaba un año de contrato en el F. C. Barcelona, no iba a ser tenido en cuenta por Pep Guardiola por sus problemas físicos; el 4 de agosto de 2011, rechazando ofertas de otros clubes de Europa dado el interés de Independiente de Avellaneda, el Barça le concedió la carta de libertad, y así Milito pudo convertirse en jugador de Independiente luego de su paso por Europa.
Al arribar al club el capitán demostró sus ganas por jugar cinco días después de su firma de contrato en el partido por la Recopa 2011, en la victoria de Independiente como local en el Libertadores de América por 2-1 frente al Internacional de Porto Alegre. Milito fue titular y capitán. Uno de los partidos más recordados en su etapa de vuelta fue la victoria de Independiente frente a Boca Juniors como visitante en La Bombonera, en un histórico 5-4, el cual es recordado por muchos medios como el partido del campeonato, dado que Independiente le cortó al Xeneize un invicto de 33 partidos por torneo local.
Decidió retirarse a los 31 años en 2012, disputó en Independiente 172 partidos, 2 goles marcados y 1 título. Reconocido por haber logrado la capitanía desde muy temprana edad, el defensor se ganó la idolatría de todo el mundo Independiente, siendo el gran referente en el Apertura 2002 y marcando a una generación de hinchas por su férrea defensa. Esto dijo el ídolo defensor a la prensa sobre su retiro:

Decidí ponerle punto final a mi carrera deportiva. Lo venía pensando hace unas semanas, nunca es fácil tomar una decisión así. Más cuando lo que amas lo que haces. Lo mejor para mí era ponerle punto final a mi carrera. No me siento físicamente como me gusta. 
 Le agradezco al club el haberme dado la posibilidad de volver, siempre quise retirarme en Independiente, mi casa. Ahora quiero digerir esto y después en un futuro veré que hago. Obviamente quiero reencontrarme con el fútbol.

## Selección Argentina

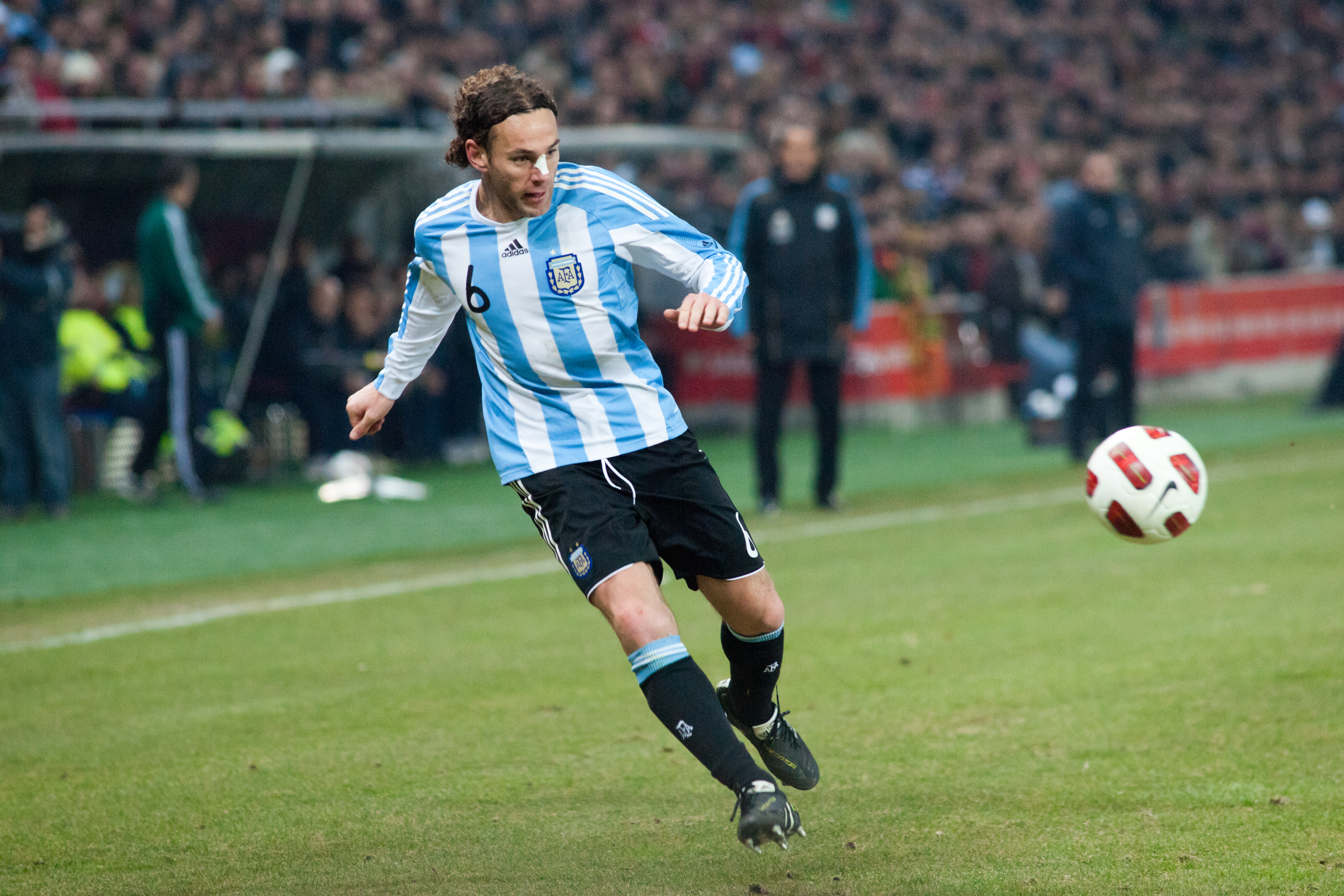
Milito disputando un partido en la Selección Argentina frente a Portugal.

Milito fue internacional con la Selección Argentina y formó parte del plantel que se consagró campeón en el Torneo Esperanzas de Toulon de 1998, como así también del Sudamericano Sub-20 de 1999, que se disputó en Mar del Plata.
En 2005 participó en la Copa FIFA Confederaciones realizada en Alemania, donde la Argentina llegó a la final del torneo, pero perdió frente a Brasil por 4 a 1. Milito en 2006 disputó el Mundial 2006, también en Alemania, en donde la Argentina cayó por penales en cuartos de final frente a los anfitriones, la selección local.
En 2007 jugó la Copa América de Venezuela, en la cual terminó Subcampeón por detrás de Brasil. Después de casi tres años sin jugar en la selección nacional, en 2011 Milito vuelve a ser convocado para disputar la Copa América 2011, disputada en Argentina, en la cual su selección fue eliminada por Uruguay en cuartos.

### Participaciones en Copas del Mundo
Selección Juvenil
| Mundial                  | Sede    | Resultado        |
| ------------------------ | ------- | ---------------- |
| Copa Mundial Sub-20 1999 | Nigeria | Octavos de final |

Selección Mayor
| Mundial           | Sede     | Resultado        |
| ----------------- | -------- | ---------------- |
| Copa Mundial 2006 | Alemania | Cuartos de final |

### Participaciones en Copa América
| Copa              | Sede      | Resultado        |
| ----------------- | --------- | ---------------- |
| Copa América 2007 | Venezuela | Subcampeón       |
| Copa América 2011 | Argentina | Cuartos de final |

## Carrera como entrenador
La primera experiencia de Milito como entrenador fue con la reserva de Independiente. Renunció a finales de 2014, por diferencias con el presidente del club Hugo Moyano.
El 15 de abril de 2015, Milito reemplazó a Mauricio Pellegrino al frente de Estudiantes de La Plata, tras ser convencido por el presidente Juan Sebastián Verón. A pesar de los buenos resultados, renunció a finales de año.
En mayo de 2016, Milito fue reelegido como técnico de Independiente, nuevamente en lugar de Pellegrino y firmó un contrato de 18 meses. El 17 de diciembre, presentó su renuncia luego de caer ante Banfield por el torneo local.
Milito comenzó su primera aventura como entrenador fuera de Argentina el 9 de agosto de 2017, firmando por dos años con el O'Higgins de la Primera División de Chile. En junio de 2018, dejó de ser el entrenador del club chileno luego de quedar eliminado en la Copa Chile.
Regresó a Estudiantes con un contrato de tres años el 11 de marzo de 2019. No obstante, un año más tarde, después de ser eliminado en los octavos de final de la Copa Argentina 2019-20 por el humilde Deportivo Laferrere, volvió a presentar la renuncia.
En enero de 2021, Milito firmó un contrato de tres años en Argentinos Juniors, reemplazando a Diego Dabove quien se había marchado a San Lorenzo. En noviembre de 2022, producto de los buenos resultados, extendió su contrato hasta el 2027. Sin embargo, en agosto de 2023, presentó su renuncia luego de quedar eliminado en la Copa Argentina 2023 ante San Martín de San Juan.
El 24 de marzo de 2024, fue oficializado como entrenador del Atlético Mineiro hasta diciembre de 2025.Durante su etapa en Brasil, alcanzó la final de la Copa de Brasil y de la Copa Libertadores donde perdió ante Flamengo y Botafogo, respectivamente.El 4 de diciembre de 2024, dejó su cargo de "mutuo acuerdo" después de una serie de malos resultados.
En mayo de 2025, asumió al frente de las Chivas de Guadalajara.

## Estadísticas

#### Selección nacional
| Selección | Año   | Amistoso | Amistoso | Eliminatorias | Eliminatorias | Copa América | Copa América | Copa Confederaciones | Copa Confederaciones | Mundial | Mundial | Total | Total |
| Selección | Año   | PJ       | G        | PJ            | G             | PJ           | G            | PJ                   | G                    | PJ      | G       | PJ    | G     |
| --------- | ----- | -------- | -------- | ------------- | ------------- | ------------ | ------------ | -------------------- | -------------------- | ------- | ------- | ----- | ----- |
| Argentina | 2000  | 1        | 0        | -             | -             | -            | -            | -                    | -                    | -       | -       | 1     | 0     |
| Argentina | 2003  | 3        | 0        | -             | -             | -            | -            | -                    | -                    | -       | -       | 3     | 0     |
| Argentina | 2004  | 2        | 0        | 1             | 0             | -            | -            | -                    | -                    | -       | -       | 3     | 0     |
| Argentina | 2005  | 2        | 0        | 3             | 0             | -            | -            | 1                    | 0                    | -       | -       | 6     | 0     |
| Argentina | 2006  | 3        | 0        | -             | -             | -            | -            | -                    | -                    | 1       | 0       | 4     | 0     |
| Argentina | 2007  | 5        | 0        | 4             | 1             | 5            | 0            | -                    | -                    | -       | -       | 14    | 1     |
| Argentina | 2010  | 2        | 0        | -             | -             | -            | -            | -                    | -                    | -       | -       | 2     | 0     |
| Argentina | 2011  | 4        | 0        | -             | -             | 4            | 0            | -                    | -                    | -       | -       | 8     | 0     |
| Total     | Total | 22       | 0        | 8             | 1             | 9            | 0            | 1                    | 0                    | 1       | 0       | 41    | 1     |

### Como entrenador
| Equipo                       | Div.                | Temporada           | Liga  | Liga | Liga | Liga | Liga |       | Copa | Copa | Copa | Copa  |    | Internacional | Internacional | Internacional | Internacional | Internacional |   | Otros | Otros | Otros | Otros |    | Totales | Totales     | Totales | Totales | Totales | Totales | Totales | Totales | Totales |
| Equipo                       | Div.                | Temporada           | Part. | G    | E    | P    | Pos. | Part. | G    | E    | P    | Part. | G  | E             | P             | Pos.          | Part.         | G             | E | P     | Part. | G     | E     | P  | Puntos  | Rendimiento | GF      | GC      | Dif.    |         |         |         |         |
| ---------------------------- | ------------------- | ------------------- | ----- | ---- | ---- | ---- | ---- | ----- | ---- | ---- | ---- | ----- | -- | ------------- | ------------- | ------------- | ------------- | ------------- | - | ----- | ----- | ----- | ----- | -- | ------- | ----------- | ------- | ------- | ------- | ------- | ------- | ------- | ------- |
| Estudiantes Argentina        | 1.ª                 | 2015                | 21    | 11   | 7    | 3    | 7.º  | 4     | 1    | 2    | 1    | 3     | 2  | 0             | 1             | 1/8           | 3             | 2             | 0 | 1     | 31    | 16    | 9     | 6  | 57/93   | 61.29%      | 42      | 23      | +19     |         |         |         |         |
| Independiente Argentina      | 1.ª                 | 2016-17             | 14    | 6    | 4    | 4    | Inc. | 1     | 0    | 0    | 1    | 4     | 2  | 2             | 0             | Inc.          | -             | -             | - | -     | 19    | 8     | 6     | 5  | 30/57   | 52.64%      | 14      | 11      | +3      |         |         |         |         |
| Independiente Argentina      | Total               | Total               | 14    | 6    | 4    | 4    | -    | 1     | 0    | 0    | 1    | 4     | 2  | 2             | 0             | -             | -             | -             | - | -     | 19    | 8     | 6     | 5  | 30/57   | 52.64%      | 14      | 11      | +3      |         |         |         |         |
| O'Higgins · Chile            | 1.ª                 | 2017-T              | 12    | 4    | 3    | 5    | 14.º | -     | -    | -    | -    | -     | -  | -             | -             | -             | -             | -             | - | -     | 12    | 4     | 3     | 5  | 15/36   | 41.66%      | 14      | 17      | -3      |         |         |         |         |
| O'Higgins · Chile            | 1.ª                 | 2018                | 14    | 6    | 2    | 6    | Inc. | -     | -    | -    | -    | -     | -  | -             | -             | -             | -             | -             | - | -     | 14    | 6     | 2     | 6  | 20/42   | 47.62%      | 21      | 20      | +1      |         |         |         |         |
| O'Higgins · Chile            | Total               | Total               | 26    | 10   | 5    | 11   | -    | -     | -    | -    | -    | -     | -  | -             | -             | -             | -             | -             | - | -     | 26    | 10    | 5     | 11 | 35/78   | 44.87%      | 35      | 37      | -2      |         |         |         |         |
| Estudiantes Argentina        | 1.ª                 | 2018-19             | 3     | 1    | 2    | 0    | 13.º | 8     | 3    | 3    | 2    | -     | -  | -             | -             | -             | -             | -             | - | -     | 11    | 4     | 5     | 2  | 17/33   | 51.51%      | 13      | 7       | +6      |         |         |         |         |
| Estudiantes Argentina        | 1.ª                 | 2019-20             | 22    | 8    | 6    | 8    | Inc. | 1     | 0    | 1    | 0    | -     | -  | -             | -             | -             | -             | -             | - | -     | 23    | 8     | 7     | 8  | 31/69   | 44.92%      | 23      | 21      | +2      |         |         |         |         |
| Estudiantes Argentina        | Total               | Total               | 46    | 20   | 15   | 11   | -    | 13    | 4    | 6    | 3    | 3     | 2  | 0             | 1             | -             | 3             | 2             | 0 | 1     | 65    | 28    | 21    | 16 | 105/195 | 53.85%      | 78      | 51      | +27     |         |         |         |         |
| Argentinos Juniors Argentina | 1.ª                 | 2019-20             | -     | -    | -    | -    | -    | 4     | 3    | 0    | 1    | -     | -  | -             | -             | -             | -             | -             | - | -     | 4     | 3     | 0     | 1  | 9/12    | 75%         | 6       | 4       | +2      |         |         |         |         |
| Argentinos Juniors Argentina | 1.ª                 | 2021                | 25    | 8    | 8    | 9    | 14.º | 13    | 5    | 4    | 4    | 8     | 4  | 1             | 3             | 1/8           | -             | -             | - | -     | 46    | 17    | 13    | 16 | 64/138  | 46.38%      | 48      | 42      | +6      |         |         |         |         |
| Argentinos Juniors Argentina | 1.ª                 | 2022                | 27    | 12   | 6    | 9    | 8.º  | 18    | 8    | 6    | 4    | -     | -  | -             | -             | -             | -             | -             | - | -     | 45    | 20    | 12    | 13 | 72/135  | 53.33%      | 58      | 43      | +15     |         |         |         |         |
| Argentinos Juniors Argentina | 1.ª                 | 2023                | 27    | 11   | 7    | 9    | 10.º | 5     | 3    | 0    | 2    | 8     | 3  | 3             | 2             | 1/8           | -             | -             | - | -     | 40    | 17    | 10    | 13 | 61/120  | 50.83%      | 50      | 38      | +12     |         |         |         |         |
| Argentinos Juniors Argentina | Total               | Total               | 79    | 31   | 21   | 27   | -    | 40    | 19   | 10   | 11   | 16    | 7  | 4             | 5             | -             | -             | -             | - | -     | 135   | 57    | 35    | 43 | 206/405 | 50.86%      | 162     | 127     | +35     |         |         |         |         |
| Atlético Mineiro · Brasil    | 1.ª                 | 2024                | 37    | 10   | 14   | 13   | Inc. | 12    | 5    | 4    | 3    | 13    | 8  | 2             | 3             | 2.º           | -             | -             | - | -     | 62    | 23    | 20    | 19 | 89/186  | 47.85%      | 85      | 77      | +8      |         |         |         |         |
| Atlético Mineiro · Brasil    | Total               | Total               | 37    | 10   | 14   | 13   | -    | 12    | 5    | 4    | 3    | 13    | 8  | 2             | 3             | -             | -             | -             | - | -     | 62    | 23    | 20    | 19 | 89/186  | 47.85%      | 85      | 77      | +8      |         |         |         |         |
| Guadalajara · México         | 1.ª                 | 2025-A              | 4     | 1    | 0    | 3    | -    | -     | -    | -    | -    | 3     | 1  | 1             | 1             | FG            | -             | -             | - | -     | 7     | 2     | 1     | 4  | 8/21    | 33.33%      | 9       | 11      | -2      |         |         |         |         |
| Guadalajara · México         | Total               | Total               | 4     | 1    | 0    | 3    | -    | -     | -    | -    | -    | 3     | 1  | 1             | 1             | -             | -             | -             | - | -     | 7     | 2     | 1     | 4  | 8/21    | 33.33%      | 9       | 11      | -2      |         |         |         |         |
| Total en su carrera          | Total en su carrera | Total en su carrera | 206   | 78   | 59   | 69   | -    | 66    | 28   | 20   | 18   | 39    | 20 | 9             | 10            | -             | 3             | 2             | 0 | 1     | 314   | 128   | 88    | 98 | 473/942 | 50.1%       | 383     | 314     | +69     |         |         |         |         |
| 1. 2. 3.                     |                     |                     |       |      |      |      |      |       |      |      |      |       |    |               |               |               |               |               |   |       |       |       |       |    |         |             |         |         |         |         |         |         |         |

#### Resumen por competencias
| Torneo                           | Estadísticas | Estadísticas | Estadísticas | Estadísticas | Estadísticas | Estadísticas | Estadísticas | Estadísticas | Estadísticas     |
| Torneo                           | PJ           | G            | E            | P            | GF           | GC           | DG           | Rendimiento  | Mejor Resultado  |
| -------------------------------- | ------------ | ------------ | ------------ | ------------ | ------------ | ------------ | ------------ | ------------ | ---------------- |
| Primera División de Argentina    | 142          | 59           | 40           | 43           | 158          | 117          | +41          | 50.94%       | 7.º lugar        |
| Copa Argentina                   | 19           | 9            | 4            | 6            | 27           | 18           | +9           | 54.39%       | Semifinales      |
| Copa de la Superliga Argentina   | 4            | 1            | 2            | 1            | 3            | 2            | +1           | 41.67%       | Octavos de final |
| Copa de la Liga Profesional      | 31           | 13           | 10           | 8            | 42           | 34           | +8           | 52.69%       | Semifinales      |
| Primera División de Chile        | 26           | 10           | 5            | 11           | 35           | 37           | -2           | 44.87%       | 8.º lugar        |
| Brasileirão                      | 37           | 10           | 14           | 13           | 46           | 54           | -8           | 39.64%       | 10.º lugar       |
| Copa de Brasil                   | 10           | 4            | 3            | 3            | 12           | 9            | +3           | 50%          | Subcampeón       |
| Campeonato Mineiro               | 2            | 1            | 1            | 0            | 5            | 3            | +2           | 66.67%       | Campeón          |
| Liga MX                          | 4            | 1            | 0            | 3            | 5            | 7            | -2           | 25%          | En disputa       |
| Copa Libertadores                | 32           | 17           | 6            | 9            | 43           | 29           | +14          | 59.38%       | Subcampeón       |
| Copa Sudamericana                | 4            | 2            | 2            | 0            | 3            | 0            | +3           | 66.67%       | Octavos de final |
| Liga de Campeones de la Concacaf | 0            | 0            | 0            | 0            | 0            | 0            | +0           | 0%           | En disputa       |
| Leagues Cup                      | 3            | 1            | 1            | 1            | 4            | 4            | +0           | 44.44%       | Fase de grupos   |
| Total                            | 314          | 128          | 88           | 98           | 383          | 314          | +69          | 50.1%        | 1 Título         |

## Palmarés

### Como jugador

#### Campeonatos nacionales
| Título              | Club            | País      | Año     |
| ------------------- | --------------- | --------- | ------- |
| Primera División    | Independiente   | Argentina | A-2002  |
| Copa del Rey        | Real Zaragoza   | España    | 2003/04 |
| Supercopa de España | Real Zaragoza   | España    | 2004    |
| Liga Española       | F. C. Barcelona | España    | 2008/09 |
| Copa del Rey        | F. C. Barcelona | España    | 2008/09 |
| Supercopa de España | F. C. Barcelona | España    | 2009    |
| Liga Española       | F. C. Barcelona | España    | 2009/10 |
| Supercopa de España | F. C. Barcelona | España    | 2010    |
| Liga Española       | F. C. Barcelona | España    | 2010/11 |

#### Campeonatos internacionales
| Título                       | Club (*)         | Sede            | Año     |
| ---------------------------- | ---------------- | --------------- | ------- |
| Sudamericano Sub-20          | Argentina sub-20 | Argentina       | 1999    |
| Liga de Campeones de la UEFA | F. C. Barcelona  | Roma            | 2008-09 |
| Supercopa de Europa          | F. C. Barcelona  | Mónaco          | 2009    |
| Copa Mundial de Clubes       | F. C. Barcelona  | Emiratos Árabes | 2009    |
| Liga de Campeones de la UEFA | F. C. Barcelona  | Londres         | 2010-11 |

(*) Incluyendo la selección nacional.

### Como entrenador

#### Campeonatos regionales
| Título             | Club             | Región       | Año  |
| ------------------ | ---------------- | ------------ | ---- |
| Campeonato Mineiro | Atlético Mineiro | Minas Gerais | 2024 |

## Rivalidad Milito - Milito
Seis veces se enfrentaron Gabriel y Diego Milito, el Mariscal nunca perdió marcando a Diego (5 victorias y un empate).
El primer cruce fue en el Apertura 2000, victoria de Independiente 2-0 ante Racing en el Estadio Presidente Perón.
Volvieron a enfrentarse en el Apertura 2002 en el Estadio Monumental. El equipo de Américo Rubén Gallego ganó por 4 a 1. Gabriel se fue expulsado en el primer tiempo, mientras que su hermano salió lesionado de la cancha.
Varios meses después, el Rojo recibió a la Academia en Lanus, durante el Clausura 2003, el resultado fue 1-1. El príncipe anotó el gol de Racing.
Los siguientes partidos fueron en la temporada 07/08 entre Barcelona y Real Zaragoza. Los resultados fueron 4-1 y 2-1 para Gabriel.
El último enfrentamiento fue el 28 de abril de 2010 en las semifinales de la Liga de Campeones de la UEFA 2009-10, nuevamente fue victoria de Gabriel, esta vez por 1 a 0. Sin embargo, Diego terminó festejando, ya que el Inter se clasificó a la final de la copa.

## Homenajes
El día jueves 26 de diciembre de 2013 se realizó un partido Homenaje en el Estadio Libertadores de América. Gran parte del dinero recaudado fue destinado a las inferiores del Club Atlético Independiente. La fiesta reunió a grandes figuras argentinas como Zanetti, Mascherano, Forlán, Maxi Rodríguez y Diego Milito, que acompañó a su hermano. Los amigos de Milito, se enfrentaron a jugadores que integraron el Equipo Campeón del Apertura 2002, destacándose la presencia de Insúa, Montenegro, Pusineri y Guiñazu.

### Libro
Vicente Muglia, periodista del diario Olé, realizó una Biografía del ex zaguero central. "Gabriel Milito. Historia de un Mariscal"; reúne testimonios de Milito y de gente de su entorno, amigos del fútbol, ex entrenadores y excompañeros, su vida futbolística, que incluye toda su primera etapa en Independiente, el paso por las Selecciones Juveniles, el fallido pase al Real Madrid, la estadía en Zaragoza y Barcelona, las lesiones que marcaron su carrera, la relación con Messi y otros cracks con los que jugó, la influencia de Guardiola y de los otros entrenadores que lo dirigieron, el regreso a Independiente para el retiro y sus días actuales ya en su nueva profesión como DT.
Con prólogos de Esteban Cambiasso, Gerard Piqué y Eduardo Sacheri, esta obra es lanzada por Ediciones Al Arco, la primera editorial argentina e independiente de literatura deportiva.

### Canción
Un hincha fanático de Independiente, también hizo su homenaje desde la música. Compuso la "Sinfonía del Mariscal" que intenta reflejar instrumentalmente la Garra y el Corazón de Milito.
Su compositor, Martín Valente, también realizó una canción dedicada a Independiente llamada "Roja Pasión".